# 1813 en science
| Années de la science : 1810 - 1811 - 1812 - 1813 - 1814 - 1815 - 1816    |
| Décennies de la science : 1780 - 1790 - 1800 - 1810 - 1820 - 1830 - 1840 |

Cet article présente les faits marquants de l'année 1813 en science.

## Événements

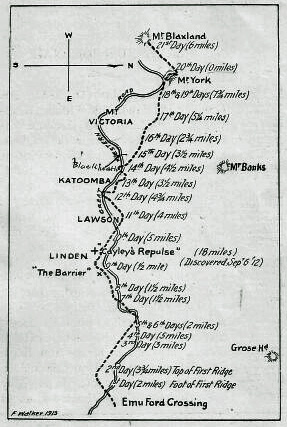
L'itinéraire de Blaxland à travers les Montagnes Bleues en 1813.

- 11 mai : Gregory Blaxland, le lieutenant William Lawson et William Charles Wentworth, organisent une expédition destinée à découvrir un passage à travers les Montagnes Bleues (Blue Mountains), en Australie[1].
- 20 novembre : Edward Charles Howard obtient un brevet pour une technique de raffinage du sucre par cristallisation sous vide[2].
- Novembre : Peter Ewart soutient le principe de la conservation de l'énergie dans son article On the Measure of Moving Force publié dans les Memoirs of the Library and Philosophical Society of Manchester[3],[4].

- 6 décembre : Louis Joseph Gay-Lussac expose à l'Institut sa découverte de l'iode comme corps simple[5].
- Décembre : Siméon Denis Poisson démontre  l’équation de Poisson ou équation de la théorie du potentiel dans un mémoire publié dans le Bulletin de la Société philomathique de Paris Remarques sur une équation qui se présente dans la théorie des attractions des sphéroïdes[6].

- William Charles Wells lit devant la Royal Society un mémoire intitulé An Account of a White Female, part of whose skin resembles that of a Negro (Rapport sur une fille de race blanche, dont la peau a partiellement l'apparence d'une peau de nègre) qui admet le principe de la sélection naturelle pour expliquer les différences physiques entre les races humaines[7].

## Publications
- Augustin Pyrame de Candolle : Théorie élémentaire de la botanique (taxonomie).
- Mathieu Orfila : Traité des poisons.
- Claude-Henri de Rouvroy de Saint-Simon : Mémoire sur la science de l'homme.
- Louis Jacques Thénard : Traité de chimie.

## Prix
- Médailles de la Royal Society
  - Médaille Copley : William Thomas Brande

## Naissances

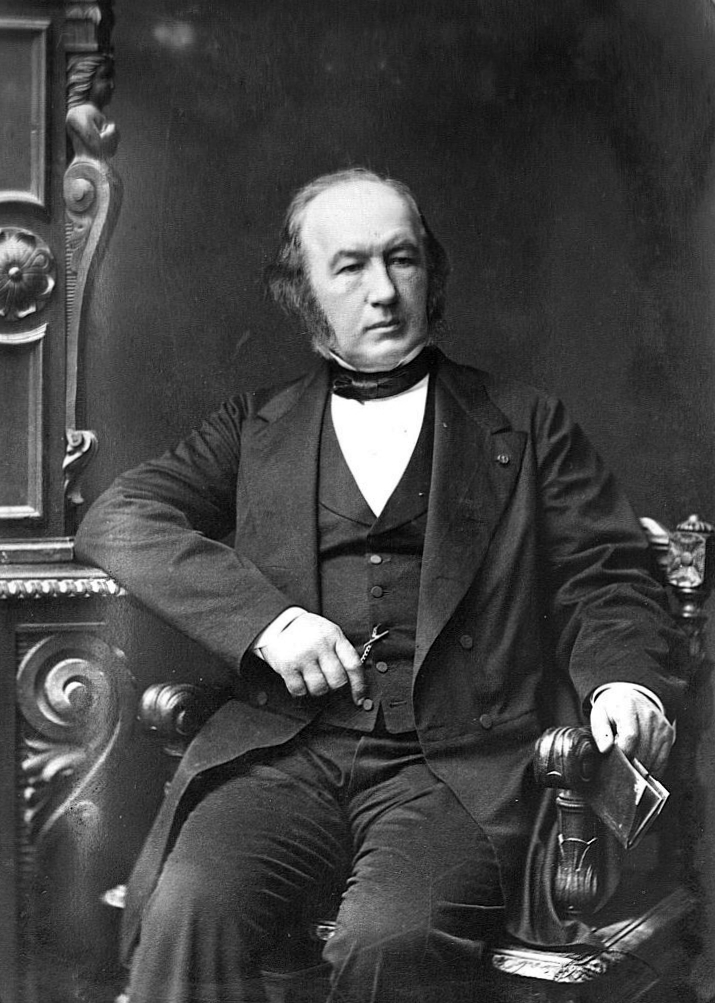
Claude Bernard

- 15 janvier : Antoine Yvon Villarceau (mort en 1883), ingénieur, astronome et mathématicien français.
- 24 janvier : John Shae Perring (mort en 1869), ingénieur, égyptologue et anthropologue.
- 28 janvier : Paolo Gorini (mort en 1881), mathématicien et scientifique italien.
- 12 février : James Dwight Dana (mort en 1895), géologue, minéralogiste et zoologiste américain.
- 15 mars : John Snow (mort en 1858), médecin britannique.
- 22 juin : Alphonse Lamarque, ethnologue français.
- 12 juillet : Claude Bernard (mort en 1878), médecin et physiologiste français.
- 18 août : Benjamin Alvord (mort en 1884), militaire, mathématicien et botaniste américain.
- 21 août : Jean Servais Stas (mort en 1891), chimiste belge.
- 6 septembre : John Cassin (mort en 1869), ornithologue américain.
- 19 septembre : Christian Heinrich Friedrich Peters (mort en 1890), astronome américain.
- 30 septembre : John Rae (mort en 1893), explorateur écossais de l'Arctique canadien.
- 5 octobre : Radhanath Sikdar (mort en 1870), mathématicien et topographe indien.
- 29 octobre : William Benjamin Carpenter (mort en 1885), naturaliste britannique.
- 2 décembre : Matthias Alexander Castrén (mort en 1852), voyageur, ethnographe, philologue, linguiste et traducteur finlandais.
- 22 décembre : Jean-Jacques Bourrassé, zoologiste et archéologue français.

## Décès

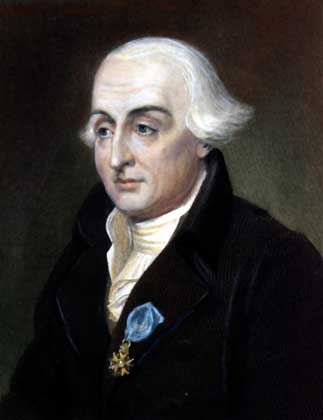
Joseph-Louis Lagrange

- 25 janvier : François-René Curaudau (né en 1765), pharmacien et chimiste français.
- 11 février : Anders Gustaf Ekeberg (né en 1767), chimiste suédois.

- 11 mars : Jean-Louis Giraud-Soulavie (né en 1751), géographe, géologue, volcanologue, diplomate et historien français.
- 28 mars : Jean-Pierre Bergeret (né en 1752), médecin et botaniste français.

- 10 avril : Joseph-Louis Lagrange (né en 1736), mathématicien, mécanicien et astronome français.
- 27 avril : Zebulon Pike (né en 1779), militaire et explorateur américain.

- 10 mai : Johann Karl Wilhelm Illiger (né en 1775), entomologiste et zoologiste allemand.

- 22 juillet : George Kearsley Shaw (né en 1751), botaniste et zoologiste britannique.

- 23 août : Alexander Wilson (né en 1766), ornithologue américano-écossais.

- 7 octobre : Peter Jacob Hjelm (né en 1746), chimiste et minéralogiste suédois.

- 17 décembre : Antoine Parmentier (né en 1737), pharmacien, agronome, nutritionniste et hygiéniste français.